# 한제국 건국사
《한제국 건국사》(韓帝國建國史)는 군사소설가 윤민혁이 쓴 작품이다. 19세기 말 흥선대원군 집권 당시 조선으로 현대 군인과 민간인이 시간여행을 한 이야기를 담은 대체역사소설이다.

## 줄거리

### 1부
2003년 6월 23일, 시리아에 UN 평화유지군으로 파견되던 한국군 1개 중대와 과학·농학 기술자들이 탄 대한항공 여객기가 난기류에 휘말리고, 시간을 거슬러 올라가 1866년 음력 7월 3일, 흥선 대원군 집권기의 조선 김포에 떨어진다.

## 등장 실존 인물
볼드체가 아닌 인물은 직접 등장은 하지 않고 언급만 되는 사람이다.
왕실
- 조선 고종
- 왕대비 홍씨
- 대왕대비 조씨
- 귀인 이씨
- 중전 민씨

운현궁
- 국태공 흥선 대원군 이하응
- 천희연
- 하정일
- 장순규
- 안필주
- 김응원
- 부대부인 민씨

조선 관료
- 영어 김병국
- 사영 김병기: 대원군에 의해 축출되어 있다가, 병인양요 당시 한성부에서 도망치려는 사대부들에게 일갈하고 모범을 보여 칭송을 받는다. 병인양요 종전 이후 초대 중국 주재 조선 공사로 임명되어 북경에서 외교전을 전담한다.
- 약산 김병덕
- 영초 김병학
- 하옥 김좌근: 훈련도감 대장에 자기 가인을 임명해서 조선의 유일한 상비군인 훈련도감을 유명무실하게 만든 장본인.
- 유관 김흥근
- 신태정: 평양부서윤. 제너럴 셔먼 호를 문정했다.
- 유후조
- 윤수연
- 이경재
- 귤산 이유원: 풍양 조씨와 함께 대원군을 몰아내려는 음모를 꾸몄다가 대원군의 역습으로 숙청된다. 정치 일선에서 물러나게 되자 토지를 소작인들에게 나누어 주고 그 대금을 자본금으로 하여 ‘이운사’라는 운송 기업체를 세운다.
- 이인기: 병인양요 당시 강화유수. 강화부성이 함락되자 탈출할 때 영조와 정조의 어진을 빼내는 데 급급하여 외규장각과 전등사가 약탈당하게 만든다.
- 정대식
- 유원 조병로
- 정기화: 김포 군수. 조선에 떨어진 현대인들이 최초로 만난 조선 관리다.
- 분계 홍순목

개화파/실학자
- 추금자 강위: 북경에 설치된 조선 공사관 무관으로서 김병기를 따라간다. 이후 필력을 살려 각종 서계 작성을 하며 김병기와 함께 외교전을 맡는다.
- 고균 김옥균: 유홍기의 사숙에 모인 선비들 중 가장 어리다. 그만큼 성격이 급해서 연장자들에게 눈총을 받는다.
- 운양 김윤식: 박규수가 아끼는 제자. 최익현에게 동도서기론을 소개해 가치관에 변화를 일으킨다. 신미양요가 종전되고 과거에 급제한 뒤, 주미 공사관 참찬관으로 임명되어 최익현과 함께 미국으로 떠난다.
- 추사 김정희
- 도원 김홍집
- 환재 박규수
- 자명 박영교
- 연암 박지원
- 원거 오경석
- 대치 유홍기
- 천민 유길준
- 지명 이동인: 봉원사의 땡중. 염불은 외지 않고 일본어 공부나 서양 문물에만 관심이 많아 주지승의 속을 긁는다. 유홍기의 사위 이승준의 친구의 친구라는 명목으로 유홍기 사숙에 드나들다가 박규수의 눈에 들어 일본에 스파이로 파견된다.

유림
- 노사 기정진: 재야 유림에서 가장 강경한 척사론자다. 시골에 은거하고 있다가 훈련도감의 신식 군대의 열병식을 보고 경악해서 낙향한다.
- 중암 김평묵:
- 사기 이시원: 강화학파의 수장. 병인양요 당시 강화부성이 프랑스군에 의해 함락당하자 비상을 먹고 자살한다.
- 화서 이항로: 제자 최익현을 통해 현대인들이 조선을 개혁해 나가는 모습을 전해듣고 점점 성향이 온건해진다. 오페르트 사건 때의 충격으로 쓰러졌다가, 몇년 뒤 숨을 거둔다.
- 면암 최익현: 이항로의 제자로, 사헌부 장령이다. 대표적인 척사론자였으나 김윤식에게 동도서기론을 전해들은 이후 그에 대해 곰곰이 생각하다가 초대 미국 주재 조선 공사로 임명된다.

조선 군인
- 박춘권
- 도원 백낙연: 칠산부사. 의주 근처에 좌초한 미국 배를 구조해 주고 미국인들에게 레밍턴 롤링블럭을 선물받았다. 이후 제너럴셔먼 호 사건 때 평양으로 소환되어 제너럴셔먼 호를 공격한다.
- 위당 신관호:
- 향농 신정희: 신관호의 아들로, 병인양요 당시 순무영 종사관. 병인양요 종전 후 훈련도감 중군이 되었다가, 신미양요 때는 하삼도통어사로 임명되어 조선 육군을 지휘한다.
- 군언 심영규: 병인양요 당시 영종진 첨사.
- 성우 어재연: 병인양요 당시 진무영 선봉. 강화부성 재탈환 때 의병을 이끌고 내응하여 작전 성공에 공헌한다. 신미양요 때 광성보를 맡아 방어하다 전황이 불리해지자 자살한다.
- 하거 양헌수: 병인양요 당시 순무영 천총. 프랑스군 주력을 삼랑성에서 궤멸시킴으로써 영웅으로 추앙받는다. 이후 군기시에서 신무기 개발에 참여한다. 신미양요 때는 평안도에서 근무중이라 전쟁에 참여하지 못한다.
- 반계 윤웅렬
- 이경하
- 이공렴
- 이규철
- 이승준: 의금부 소속 금부도사. 대원군 암살 미수 사건 때 그것이 대원군의 자작극인 줄을 모르고 혼신을 다해 자객을 막아냈다. 이후 유홍기의 둘째 사위가 된다.[1]
- 여서 이용상
- 기원 이용희
- 이일제
- 동무 이제마: 참위로 임관하여 행주산성 전투에 종군한다. 지병인 천식으로 고생할 때마다 현대인들에게 ‘군인 대신 의원을 해라’는 핀잔을 받는다.
- 이현익
- 은혁 임상준
- 정기원
- 조기수

외척
- 황사 민규호
- 복경 민승호
- 민치록
- 민치구
- 혜인 조영하: 대원군 축출 음모를 꾸민 사람들 중 이유원과 함께 유이하게 살아남아 이후 대원군의 사람으로 돌아선다. 경흥부사 윤협과 함께 러시아의 연해주 장관과 접선한다.
- 소하 조성하: 친척 동생 조영하, 귤산 이유원 등과 함께 대원군을 몰아내려고 음모를 꾸몄으나 덜미를 잡혀 자살한다.

기타 조선인
- 동리 신재효
- 진채선: 신재효의 주선으로 조선 수군이 독일 군인들을 환영하는 연회에 나가 판소리를 부르는데, 〈괘씸한 서양 되놈〉을 불러 삼도수군통제사 임상준을 당황하게 만든다.
- 나합 양씨

일본인
- 키리노 도시아키
- 도쿠가와 요시노부
- 사이고 다카모리
- 사이고 주도
- 야마가타 아리토모
- 오쿠보 도시미치
- 이와쿠라 토모미
- 츠보이 코조

중국인
- 공친왕 혁흔: 청나라의 섭정왕. 조선이 대원군의 영도하에 국력을 신장하는 가운데 토머스 웨이드를 비롯한 서양 외교관들을 상대하느라 골치를 썩는다.
- 증국번: 공친왕에게 조선을 단순한 속국이 아닌, 중국의 한 성으로 복속해야 한다고 주장하며 전략을 건의한다.
- 서태후: 톈진 폭동 당시 서양 열강에 맞서 싸우자며 현실성 없는 주장을 하며 공친왕을 매국노라고 매도한다. 공친왕은 그런 서태후를 ‘멍청한 계집년’으로 여기고 있다.
- 이홍장: 증국번의 제자이며 회군의 지도자.
- 임칙서

영국인
- 윌리엄 글래드스턴
- 벤자민 디즈레일리
- 빅토리아 여제: 부군 앨버트 공이 죽은 뒤 윈저 궁에 칩거중이며, 정사에 관심을 두지 않는다.
- 윌리엄 조지 애스턴
- 찰스 엘리엇: 아편전쟁을 일으킨 장본인. 토머스 웨이드가 병인양요를 일으킨 프랑스를 비난하면서 언급했다.
- 토머스 웨이드: 중국에 주재하고 있는 영국 외교관 중 최고참 인물. 총영사에서 공사로 승진한다. 시워드를 부추겨 신미양요의 규모 확대에 일조한다.
- 말버러 공작: 상원에서 영국이 신미양요에 참전할 것을 결정한 글래드스턴을 비난한다.
- 랜돌프 처칠: 말버러 공작의 아들로, 은퇴하는 아버지의 지역구를 물려받는다.
- 헨리 켈렛: 영국 동양함대 사령관. 영국의 신미양요 참전에 반대했지만, 전쟁이 개시되자 타격함대 제독이자 총사령관으로서 전쟁에 참여하게 된다.
- 프레드릭 테시어:
- 로버트 저메인 토머스: 제너럴셔먼 호에 탑승하고 있던 장로교 선교사. 선주에게 돌아갈 것을 권고했으나 받아들여지지 않고, 배가 좌초하자 스스로 걸어나와 성난 군중에게 맞아 죽는다.[2]
- 파머스턴

미국인
- 율리시스 심슨 그랜트
- 스티븐 클레그 로완
- 프레더릭 F. 로우
- 존 로저스
- 제임스 롱스트리트: 미국 육군 예비역 중장. 남북 전쟁 때 남군에서 종군했다. 신미양요가 종전되고 조선이 문호를 개방한 뒤 초대 조선 주재 미국 공사로 임명된다.
- 로버트 리
- 알프레드 세이어 마한:
- 아서 맥아더: 미국 육군 대령. 뉴욕과 뉴저지에서 의용군을 모집하여 연대장으로서 신미양요에 참여한다. 광성보 전투와 강화도 전투에서 처절하게 싸우는 조선군을 보고 상념에 빠진다. 행주산성 전투 때 피탄되어 포로로 잡힌다.
- 알프레드 버링검
- 프레스턴 브룩스
- 에드워드 샌포드
- 찰스 섬너: 미국 국회의원 중 유일하게 신미양요 개전에 반대했다.
- 윌리엄 테쿰세 셔먼:
- 필립 셰리던: 미국 육군 소장. 인디언 지역에 주둔하고 있다가, 신미양요가 개전하자 육군 사령관으로서 참여한다.
- 로버트 슈펠트: 미국 해군의 최고 조선통. 제너럴셔먼 호 사건을 조사하러 평양을 찾았다가, 갑자기 대서양 함대로 전출되는 바람에 조선을 떠난다.
- 조지 시워드: 상해 주재 미국 총영사. 국무장관 윌리엄 시워드의 조카다. 제너럴셔먼호 사건과 오페르트 사건의 처리를 두고 고심하다가, 영국 공사 웨이드의 충동질로 조선 정벌을 건의하게 된다.
- 윌리엄 헨리 시워드
- 기디언 웰스
- 새뮤얼 웰스 윌리엄스
- 윌슨: 제너럴 셔먼 호의 선주. 대동강상에서 행패를 부리다가 결국 배와 함께 산채로 불타 죽게 된다.
- 프레더릭 젠킨스: 미국의 탐험가. 오페르트와 짜고 상해 총영사 시워드에게 사기를 쳐서 전권인정서를 받아낸다. 남연군묘를 굴총하려고 오페르트와 함께 조선으로 갔다가 조선군에게 체포당한다.
- 앤드루 존슨
- 에드워드 캔비: 미국 육군 준장. 광성보 전투에서 육군을 지휘한다. 광성보 함락 이후 강화성을 포위했다가, 강화성 장졸들의 자폭적인 돌격 때 총검에 찔려 혼수상태에 빠진다.
- 맥클레인 틸튼
- 엘리 파커: 쇼니족 인디언 출신의 미국 육군 준장. 그랜트에게 조선 원정군에 인디언들을 포함시키는 대가로 인디언들을 미국 국민으로 받아들여 달라고 부탁한다.
- 매튜 페리
- 존 카슨 페비거: 슈펠트의 후임으로 평양을 찾아온다. 용강 포대의 위협사격이 실수로 보트에 맞아 해병대원 십수명이 사상당하자 조선에 대한 응징을 주장하는 보고서를 쓴다.
- 조지 클레이튼 포크: 조선 주재 미국 공사관 무관. 에필로그에 등장해 초대 미국 공사로 내정된 최익현을 미국으로 모셔간다.
- 프레스턴
- 윈필드 스콧 핸콕

독일인
- 알브레흐트 폰 론: 독일의 육군 장관 겸 해군 장관. 체펠린, 티르피츠, 멕켈 등의 관전무관들에게 조선으로의 파견을 명한다.
- 클레멘스 멕켈
- 헬무트 폰 몰트케
- 파울 게오르크 폰 묄렌도르프: 신미양요가 끝나고, 조선이 개항하고 나서 제물포에 세무사로 취직해 조선인 직원들을 교육한다.
- 막스 폰 브란트: 일본 주재 독일 공사.
- 오토 폰 비스마르크
- 빌헬름 1세
- 에른스트 오페르트(함부르크인): 남연군묘 굴총 사건의 주인공. 조선 민간인들에게 둘러싸여 곤욕을 치르다가 CS 최루탄을 맞고 체포된다. 유럽으로 추방된 뒤, 조선에 아시아 지역의 교두보를 마련하려는 비스마르크에 의해 일본 공사관 문관으로 특채되어 조선을 다시 찾는다.
- 페르디난트 폰 체펠린: 소령 계급으로, 관전무관단 중 최선임자다. 군사고문으로서 조선군에 근대적인 군단 제도를 적용할 것을 권고한다. 서울로 가는 뱃전에서 경식 비행선의 기본 개념을 떠올리게 된다.
- 알프레트 폰 티르피츠: 조선에 파견된 관전무관 중 유일한 해군 장교다. 조선의 군항인 통영에 눌러앉아 서양 해군에 대한 조언을 해주는 고문역이 된다.

프랑스인
- 나폴레옹 3세
- 마리니콜라앙투안 다블뤼
- 랄르망 백작: 중국 주재 프랑스 공사. 병인양요 때 포로로 잡힌 프랑스 군인들의 안전 때문에 조선 공사 김병기에게 약점을 잡혀 골치를 썩는다.
- 피에르 구스타브 로즈
- 펠릭스클레르 리델: 외방전교회 소속 신부. 병인박해 때 청나라 치푸로 탈출해 로즈 제독에게 조선 정벌을 건의한다. 삼랑성에서 포로로 잡혔다가 송환된 뒤, 신미양요 때 다시 길잡이 역할을 한다.
- 막시밀리아노 1세: 멕시코 제2제국 황제. 프랑스의 꼭두각시로, 결국 혁명이 일어나 붙잡혀 총살당한다.
- 무티에르 후작
- 빈센트 베네데티
- 시메옹프랑수아 베르뇌
- 앙리 드 벨로네: 중국 주재 프랑스 공사 대리. 전쟁에 지자 상해 영사관으로 좌천된다. 오페르트와 함께 검거된 페롱 신부를 무죄 판결함으로써 신미양요의 규모확대에 일조했으며, 유럽으로 돌아가면서 신미양요에 프랑스가 참전할 것을 건의하는 등, 끝까지 조선에 분탕질을 친다.
- 보쉐: 프랑스 해군 중령. 순양함 프리모게의 함장으로, 병인양요에 종군한다. 병인양요 종전 후 영종첨사 심영규와 함께 전후 뒤처리를 했으며, 신미양요 때는 사망한 로즈 제독 대신 사령관 대리로서 전쟁에 참가한다.
- 올리비에: 프랑스 해군 대령.
- 앙리 쥐베르: 프랑스 해군 견습사관. 병인양요에 참전했고, 이후 남한산성에서 포로 생활을 보냈다. 그 동안 조선에 대해 좋은 감정을 가지게 되었다. 신미양요 때는 종군기자로 조선에 돌아온다.
- 알퐁스 칼레: 외방전교회 소속 신부. 유럽인들의 만행을 보다못해 의금부에 출두해 자수한다. 이후 행주산성 전투에서 간이 병원을 차려 조선군을 치료한다.
- 스타니슬라 페롱: 병인박해 때 살아남은 세 외방전교회 소속 신부 중 마지막 사람. 오페르트에게 남연군 묘를 도굴할 것을 제안한다. 체포된 이후 벨로네의 농간으로 무죄판결을 받았으나, 도굴행위에 대해 분노한 교회에 의해 인도로 쫓겨난다.

그외 서양인
- 페이지(덴마크인): 제너럴 셔먼 호의 선장. 조선군의 탄막에서 빠져나가려다 신정희에게 드라이제 니들건으로 저격당해 사망한다.
- 벨테브레(네덜란드인): 이동인과 한량들이 대화하면서, 효종 때 조선에 표류해 와서 수석총을 전해주었다는 것을 언급한다.
- 니콜라이 프르제발스키(러시아인)
- 브라질의 페드루 2세(포르투갈인): 오페르트의 골상학 논문을 살펴보고 오페르트에게 지원금으로 수표를 보내준다. 몰락했던 오페르트는 이 돈을 밑천으로 재기한다.

## 작중 사용 무기
- 각궁
- 갑식보총: 김현수가 개발한 후장식 소총. 프로이센의 드라이제 니들건과 현대 K2 소총을 기초로 만들었다. 작중 조선군의 제식 소총이다.
- 강선조총: 조총에 강선을 파서 위력을 보강한 총으로, 점차 갑식보총으로 대체된다.
- 개틀링 건: 일본 육군과 영미 해군이 사용했다.
- 거북선
- 대장군전:
- 두정갑: 어재연이 착용한다.
- 드라이제 니들건: 최초의 후장식 볼트액션 소총. 신정희가 페이지 선장을 저격할 때 사용. 이후 프랑스 장교들이 ‘최신식 소총’으로 언급한다.
- 레밍턴 롤링블럭:
- 무적죽장군
- 미트라예즈 기관총
- 박격포
- 백린탄: 조선 해군이 신기전에 묶어 발사하여 영미 군함들을 불바다로 만든다.
- 불랑기: 명나라 말 무렵 조선에 도입된 소구경 화포로, 연사 능력은 우수하지만 포신이 작고 짧아 관통력은 떨어지는 무기다. 작중에서 조선군의 청동제 구식 대포로 등장하며, 너무 오래 되고 관리 부실로 퍼렇게 녹이 슬어 있어서 위력도 기대 이하다.
- 순양함
- 슬루프
- CS 최루탄
- 신기전: 조선의 로켓탄으로, 신호탄으로도 쓰고 백린탄을 매달아 소이탄으로도 사용하는 등 다방면으로 활용한다.
- 암스트롱포: 일본 해군이 사용했다.
- 윈체스터 카빈: 작중 시대로서는 최신식 총기로, 조선군이 프로이센 해군을 통해 밀수했다.
- 1백근 야포: 김현수가 개발한 후장식 속사포. 엄청난 구경과 속사를 자랑하며, 철갑탄을 발사시에는 철갑함도 침몰시키는 위력을 보였다. 작가는 이 무기만이 당시 조선의 기술력으로 개발이 불가능한 무기라고 밝혔다.
- 일본도: 무라타 신파치가 겁먹은 병사들을 베어 죽일 때, 사이고 쓰구미치가 할복을 시도할 때 사용했다.
- 천보총: 조선군에 징집된 사냥꾼들이 사용했다.
- 철갑함: 작중에서는 ‘장갑함’ 또는 ‘강갑함’이라고 불린다.
  - HMS 빅센
  - HMS 워리어
  - USS 뉴 아이언사이드:
  - 가데츠: 한산도 해전에서 조선 해군의 공격으로 침몰한다.
- 총검: 조선군은 ‘총창’이라고 부른다.
- 카로네이드: 로즈 제독이 통보함 데룰레데에 두 문 싣고 왔다.
- K2 소총
- K-201 유탄발사기
- K3 기관총
- M18A1 클레이모어
- 판옥선
- 팬저파우스트 3
- 편전
- 프리깃
- 스펜서-헨리 라이플: 오페르트 일당이 남연군묘를 도굴할 때 장비했다.
- 홍이포
- 활대기뢰: 소형정에 부착된 장대 끝에 달아 마치 창과 같이 사용하게 했다. 영미 해군 철갑함을 침몰시킬 때 쓰인다.